# Liste des évêques et archevêques de Wrocław
Pour un article plus général, voir Archidiocèse de Wrocław.
 (avril 2025).
Liste des évêques et archevêques de Wrocław (en allemand : Breslau).

## Historique
L'évêché de Wrocław est fondé selon la tradition vers 1000 sous le règne de Boleslas Ier de Pologne. Le premier évêque historique est Hieronymus ou Jérôme qui occupe le siège de 1051 à 1062. Le prince Iaroslav d'Opole devient évêque de Wrocław en 1198 il reçoit en héritage le duché de Nysa qu'à sa mort il lègue à l'évêché. En 1290 l'évêque Thomas II Zaremba obtient du duc Henri IV le Juste le titre de prince et le droit d'émettre de la monnaie. Ses successeurs doivent reconnaître la suzeraineté du royaume de Bohême en 1344 et ensuite de l'Autriche.

## Évêques de Wrocław / Brelsau
- 1000-  : Jan
- 1051-1062 : Hieronim
- 1063-1079 : Jan Ier
- 1074-1111 : Pierre Ier
- 1112-1120 : Żyrosław I
- 1120-1126 : Heymo (appelé aussi Imyslaw ou Haymo)
- 1127-1142 : Robert Ier
- 1142-1149/1154 : Jan II
- 1149/1154- 1169 : Wauthier de Malonne
- 1171-1198 : Żyrosław II
- 1198-1201 : Iaroslav d'Opole
- 1201-1207 : Cyprien
- 1207-1232 : Lorenz
- 1232-1268 : Tomasz Ier
- 1268-1270 : Władysław de Wrocław (administrateur apostolique)

- 1270-1292 : Thomas II Zaremba
- 1292-1301 : Jan III Romka
- 1302-1319 : Henryk de Wierzbno
- 1319-1326 : Vitus de Hadbank
- 1326-1341 : Nankier Kołda
- 1341-1376 : Przecław de Pogorzela
- 1376-1382 : Dietrich de Klatovy
- 1379-1382 : Henri VIII de Legnica (administrateur)
- 1380      : Jean de Neumarkt (non reconnu)
- 1382-1417 : Waclaw II de Legnica (appelé aussi Venceslas II de Legnica) (administrateur en 1409)
- 1417-1447 : Conrad IV d'Oleśnica
- 1447-1456 : Piotr II de Nowak
- 1456-1467 : Jošt de Rožmberk
- 1468-1482 : Rudolf von Rüdesheim
- 1482-1506 : Jan IV Roth
- 1506-1520 : Jan V Thurzo von Bethenhfalva
- 1520-1539 : Jacob von Salza
- 1539-1562 : Balthasar de Promnitz
- 1562-1574 : Gaspar von Logau
- 1574-1585 : Martin Gerstmann
- 1585-1596 : André Jerin
- 1596-1599 : Bonaventure Hahn
- 1599-1600 : Paul Adalbert
- 1600-1608 : Jean VI de Sitsch
- 1608-1624 : Charles d'Autriche-Styrie
- 1625-1655 : Karol Ferdynand Waza
  - 1635-1655 : Johann Balthasar Liesch von Hornau (administrateur)
- 1656-1662 : Léopold-Guillaume d'Autriche
- 1663-1664 : Charles-Joseph d'Autriche
- 1665-1671 : Sebastien Ignace von Rostock
- 1671-1682 : Frédéric de Hesse-Darmstadt
- 1682-1683 : Charles von Liechstentein
- 1683-1732 : François-Louis de Palatinat-Neubourg
- 1732-1747 : Philipp Ludwig von Sinzendorf
- 1748-1795 : Philippe-Gotthard von Schaffgotsch 
  - 1757  Johann Moritz von Strachwitz, administrateur prussien ;
  - 1781  Anton Ferdinand von Rothkirch und Panthen, administrateur prussien ;
- 1795-1817 : Joseph Christian François de Paul Hohenlohe-Waldenburg-Bartenstein
- 1817-1824 : Siège vacant, administré par le vicaire capitulaire, Emmanuel von Schimonsky
- 1824-1832 : Emmanuel von Schimonsky
- 1836-1840 : Leopold von Sedlnitzky-Odrowąż von Choltitz
- 1843-1844 : Joseph Knauer
- 1845-1853 : Melchior Ferdinand Joseph von Diepenbrock
- 1853-1876 : Heinrich Ernst Karl Förster
- 1882-1886 : Robert Herzog
- 1887-1914 : Georg von Kopp
- 1914-1918 : Adolf Bertram

## Archevêque de Breslau
- 1918-1945 : Adolf Bertram

## Vicaires capitulaires de Wrocław
- 1945-1945 : Ferdinand Piontek (de) ;
- 1945-1951 : Karol Milik ;
- 1956-1956 : Kazimierz Lagosz ;
- 1956-1972 : Bolesław Kominek, évêque auxiliaire en 1951.

## Archevêques de Wrocław
- 1972-1974 : Bolesław Kominek
- 1976-2004 : Henryk Roman Gulbinowicz
- 2004-2013 : Marian Gołębiewski
- depuis 2013 : Józef Kupny

### Ouvrages
- A. M. H. J. Stokvis, Manuel d'histoire, de généalogie et de chronologie de tous les états du globe, depuis les temps les plus reculés jusqu'à nos jours: Les états de l'Europe et leurs colonies, B. M. Israël, 1966 (1re éd. 1888) (présentation en ligne), chap. 35 (« Évêché de Breslau »), p. 106-107.